# Branston (Lincolnshire)
Pour les articles homonymes, voir Branston.
Branston est un village anglais situé dans le Lincolnshire.